# Polivinilidenfluorid
Polivinilidenfluorid (kratica PVDF) je neprozirna, polukristalina i termoplastična fluoroplastika.

## Otkriće
Polivinilidenfluorid se prvi put pojavio na tržištu 1961. godine od strane tvrtke Pennwalt Corp. pod imenom Kynar.

## Proizvodnja
Sastojci su fluorovodik  i 1,1,1-trikloretan (Metilkloroform). 

## Poznati proizvođači
- Arkema – Kynar® PVDF
- Dyneon – Dyneon® PVDF
- Solvay – Solef® PVDF
- Georg Fischer AG – Sygef® PVDF